# Блохин, Борис Яковлевич
Бори́с Я́ковлевич Блохи́н (Бла́хин) (1877—1919) — русский военный  деятель и педагог, полковник  (1916), участник Русско-японской войны, герой Первой мировой войны.

## Биография
Из потомственных дворян Черниговской губернии, православного вероисповедания.
Родился в семье обер-офицера, в последствии — отставного майора (его родные братья, офицеры — Константин Блохин (1875—1923) и Виктор Блохин (1882— не ранее 1918))
В 1895 году после окончания Орловского Бахтина кадетского корпуса вступил в военную службу. В 1896 году после окончания Александровского военного училища произведен в хорунжие и выпущен в 3-й Кубанский пластунский батальон. В 1900 году произведен в сотники, в 1904 году в подъесаулы, командир сотни.
С 1904 года участник Русско-японской войны, за боевые отличия в этой войне награждён орденом Святой Анны 4-й степени «За храбрость». В 1907 году переведен в ГУВУЗ и назначен офицером-воспитателем Владикавказского кадетского корпуса. В 1908 году произведен в капитаны, в 1911 году в подполковники.
С 1914 года участник Первой мировой войны, с 1915 года войсковой старшина, старший офицер 8-го, 10-го и 22-го Кубанских пластунских батальонов. С 1916 года полковник, командир 22-го Кубанского пластунского батальона. Высочайшим приказом по Армии и Флоту от 8 октября 1917 года за храбрость награждён Георгиевским оружием :
За отличие и храбрость выказанных будучи в 10-м Кубанском пластунском батальоне

## Награды
- Орден Святой Анны 4-й степени «За храбрость» (ВП 1907)
- Медаль «В память русско-японской войны» (1907)
- Орден Святого Станислава 3-й степени (ВП 06.12.1911)
- Медаль «В память 300-летия царствования дома Романовых» (1913)
- Орден Святого Станислава 2-й степени с мечами (ВП 27.11.1915)
- Орден Святой Анны 2-й степени с мечами (ВП 13.05.1915[3])
- Орден Святого Владимира 3-й степени с мечами  (ВП 07.11.1917[4])
- Георгиевское оружие (ВП 08.10.1917)